# Любомирский, Франтишек Григорий
Князь Франтишек Григорий Любомирский (1752—1812) — государственный деятель Речи Посполитой, камергер австрийского императора, подкоморий великий коронный в Королевстве Галиции и Лодомерии. Кавалер Ордена Святого Станислава.

## Биография
Представитель польского княжеского рода Любомирских герба «Шренява». Младший сын хорунжего великого коронного, князя Ежи Игнацы Любомирского (1687—1753), от второго брака с Иоганной фон Штейн (1723—1783).
Польский аристократ. После ликвидации Речи Посполитой князь Франтишек Григорий Любомирский стал подданным Австрийской империи, получив должность камергера и подкомория Королевства Галиции и Лодомерии. Продал австрийцам свой замок Жешув, а сам переселился с семьей в Розвадов.
В 1775 году стал членом масонской ложи «Три белых орла».
Был дважды женат. Его первой женой стала Агата Моссаковская (ок. 1757—1797), от брака с которой имел двух дочерей: Теофилу и Пелагею. Вторично женился на Анне Добжинской (ок. 1773—1819), от брака с которой оставил двух сыновей:
- Князь Ежи Роман Любомирский (1799—1855)
- Князь Адам Любомирский (1812—1873)